# 15th Wisconsin Volunteer Infantry

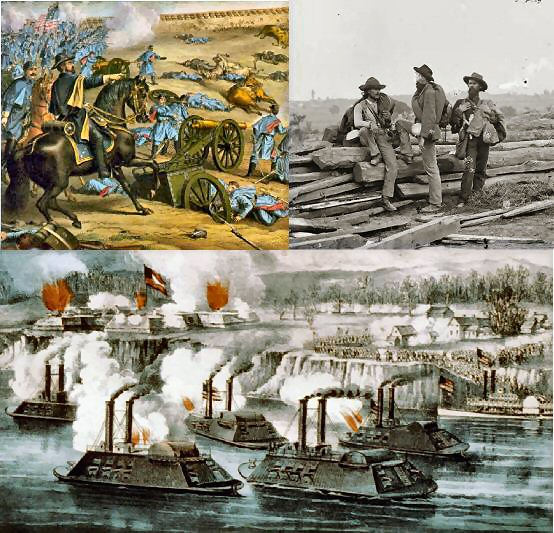
Ett montage över det amerikanska inbördeskriget

15th Wisconsin Volunteer Infantry var ett regemente under det amerikanska inbördeskriget som bestod av skandinaviska soldater från Norge, Sverige liksom Danmark, och som stred för nordstaterna. Regementet kallades i folkmun för the Norweigan Regiment eller the Scandinavian Regiment. Regimentet tjänstegjorde under ett flertal kampanjer under inbördeskriget och led betydande förluster under slaget vid Chickamauga.